# Eublemma galacteoides
Eublemma galacteoides är en fjärilsart som beskrevs av Emilio Berio 1937. Eublemma galacteoides ingår i släktet Eublemma och familjen nattflyn. Inga underarter finns listade i Catalogue of Life.